# Cinara picta
Cinara picta är en insektsart som först beskrevs av Del Guercio 1909.  Cinara picta ingår i släktet Cinara och familjen långrörsbladlöss. Inga underarter finns listade i Catalogue of Life.